# Joseph Regenstein Library

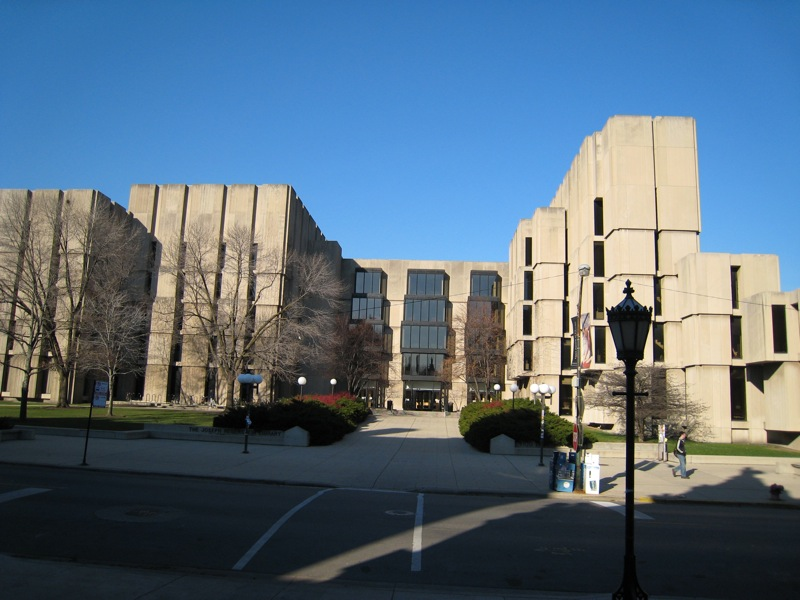

Die Joseph Regenstein Library ist die größte Bibliothek der University of Chicago, Teil der University of Chicago Library.
Die Joseph Regenstein Library ist benannt nach dem Industriellen und Philanthropen Joseph Regenstein. Mit über 4,5 Millionen Bänden ist die “Reg” eine der größten Bibliotheken der Welt.  Seit ihrer Eröffnung beherbergt sie einen Special Collections Research Center mit ca. 265.000 seltenen Büchern, Manuskripten und Universitätsarchiven. Das Research Center wurde 1953 gegründet und 1970 in die Bibliothek integriert, die eine Gesamtfläche von ca. 176.000 m² hat und dessen maximale Ausdehnung sich auf 105 Meter (Ost-West) bzw. 125 Meter (Nord-Süd) erstreckt.

## Geschichte
Die Joseph Regenstein Foundation stellte der Universität 1965 10 Millionen US-Dollar zum Bau der Bibliothek bereit. Der Spatenstich erfolgte 1968, die Eröffnung 1970. Die Gesamtkosten beliefen sich auf $20.750.000. Walter Netsch und seine Architekturfirma Skidmore, Owings and Merrill aus Chicago entwarfen das aus Kalkstein bestehende Gebäude, das im Architekturstil des Brutalismus errichtet wurde.
Die Bibliothek hat ein Erdgeschoss, vier Stockwerke und zwei Untergeschosse. Jedes Stockwerk besteht aus einem großen Raum mit zahlreichen Schreibtischen, einigen kleineren, geschlossenen Studienräumen, und beinhaltet zahlreiche Regale mit Nachschlagewerken, und eine Reihe Schließfächer. Stockwerke 1 und 2 sind verbunden durch ein kleines Atrium, das an die Lesesäle beider Stöcke angrenzt.
Die Bücherarchive befinden sich in den Stöcken 1 bis 4, im westlichen Teil des Gebäudes, getrennt von den großen Lesesälen. Dadurch kann in den Archiven die Raumtemperatur niedriger gehalten werden als im restlichen Gebäude, was sich als vorteilhaft für die Konservierung der Bücher erweist.
Im östlichen Teil des Gebäudes befinden sich 220 Studierzimmer für Angestellte der Universität.
Aufgrund zu hoher Bücheranzahl in den Archiven entschied der University of Chicago Board of Trustees im Jahr 2005, für 42 Millionen US-Dollar eine zusätzliche Bibliothek zu errichten, die Joe and Rika Mansueto Library. Diese ist direkt verbunden mit dem Regenstein Library; durch letztere führt auch der einzige Eingang zur Mansueto Library, die somit als Teil der Reg gesehen werden kann. Das neue Gebäude hat ein ovales, nur aus Glas bestehendes Dach. Die Untergeschosse dienen als Aufbewahrungsort für die Bücher, die durch ein vollautomatisches Lagersystem aus bis zu 15 Metern Tiefe von einem Roboterarm hervorgeholt werden. Dieses System ermöglicht es, 3,5 Millionen Bücher in 1/7 des herkömmlichen Raumvolumen zu lagern. Architekt der Mansueto Library ist der Chicagoer deutschstämmige Architekt Helmut Jahn.